# 마하나임
마하나임은 대한민국의 음악 그룹이다. 2012년 정규 앨범 《내려놓음 그리고 축제》로 데뷔했다.

## 방송
- 제22회 CBS 크리스천 뮤직 페스티벌 (2011) - 인기상

## 음반
- 제 22회 CBS 크리스천 뮤직 페스티벌 (2011)
- 내려놓음 그리고 축제 (2012)
- Pray Hope Wait (2012)
- 선지자의 노래 프로젝트 Vol.1 아모스의 노래 (2017)